# Alainos
Alainos (altgriechisch Ἄλαινος Álainos, lateinisch Alaenus) ist eine Person der griechischen Mythologie.
Alainos ist der uneheliche Halbbruder des Diomedes und der Geliebte der Euippe, der Tochter des Königs Daunos von Apulien.